# Aeropuerto Francisco Carlé
Aeropuerto Francisco Carlé (IATA: JAU) ligger i staden Jauja i Junín i Peru.
Den betjänar huvudsakligen Jauja och Mantarodalen, med centralorten Huancayo. Dessutom betjänar den andra städer i Sierra Central (Tarma och La Oroya).
Flygplatsen ligger cirka tre kilometer söder om Jauja, på vänstra stranden av Mantarofloden och Río Seco. Den har fått sitt namn till minne av prästen Francisco Carlé, kyrkoherde i Santa Fe de Jauja mellan 1924 och 1964, kärleksfullt kallad Padre Pancho. Han ledde återuppbyggnaden av katedralen Santa Fe.

## Karakteristika
Francisco Carlé Airport har en asfalterad bana som är 2 870 meter lång och 45 meter bred och en passagerarterminal i ett plan med 220,21 m², en incheckningshall på 95,71 m² och två incheckningsdiskar. Flygplatsen administreras av CORPAC S.A., som tar emot och sänder dagliga och tillfälliga kommersiella flygningar för flygbolagen LATAM Peru och Sky Airlines till och från Jorge Chávez International Airport (Callao, Lima). Det är den enda kommersiella flygplatsen i departementet Junín och är anpassad för regional ekonomisk utveckling, förutom att vara en strategisk flygplats för militära operationer. Förutom dagliga kommersiella flygningar betjänar den även flera privata flyg och charterflyg.
Flygplatsen hade ett flöde på 107 496 passagerare från januari till augusti 2017. Tack vare sina dimensioner (2810 meter x 45 meter) är det den åttonde största flygplatsen i Peru